# Jaworzyńska Czuba

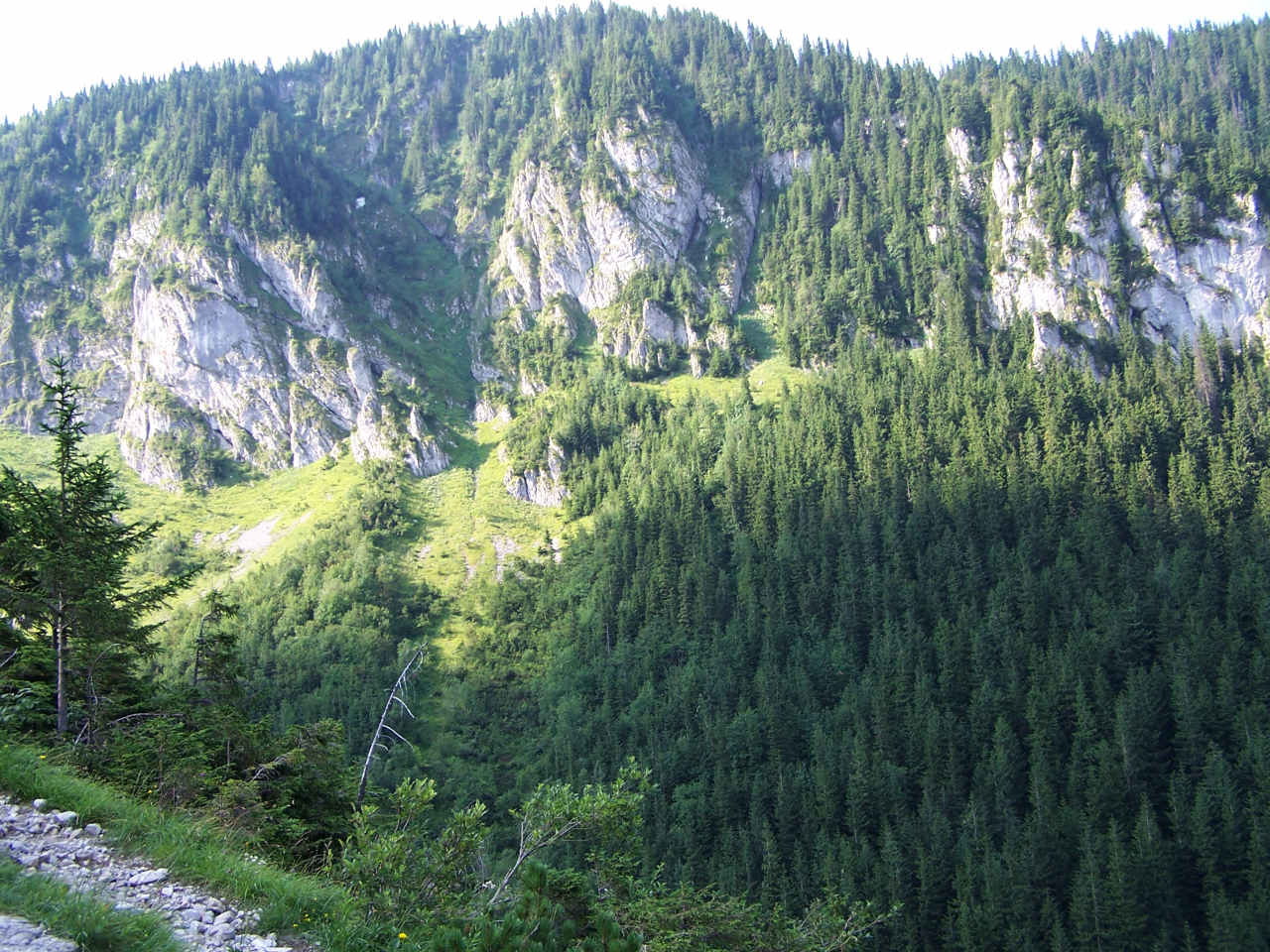
Północna ściana Czuby Jaworzyńskiej

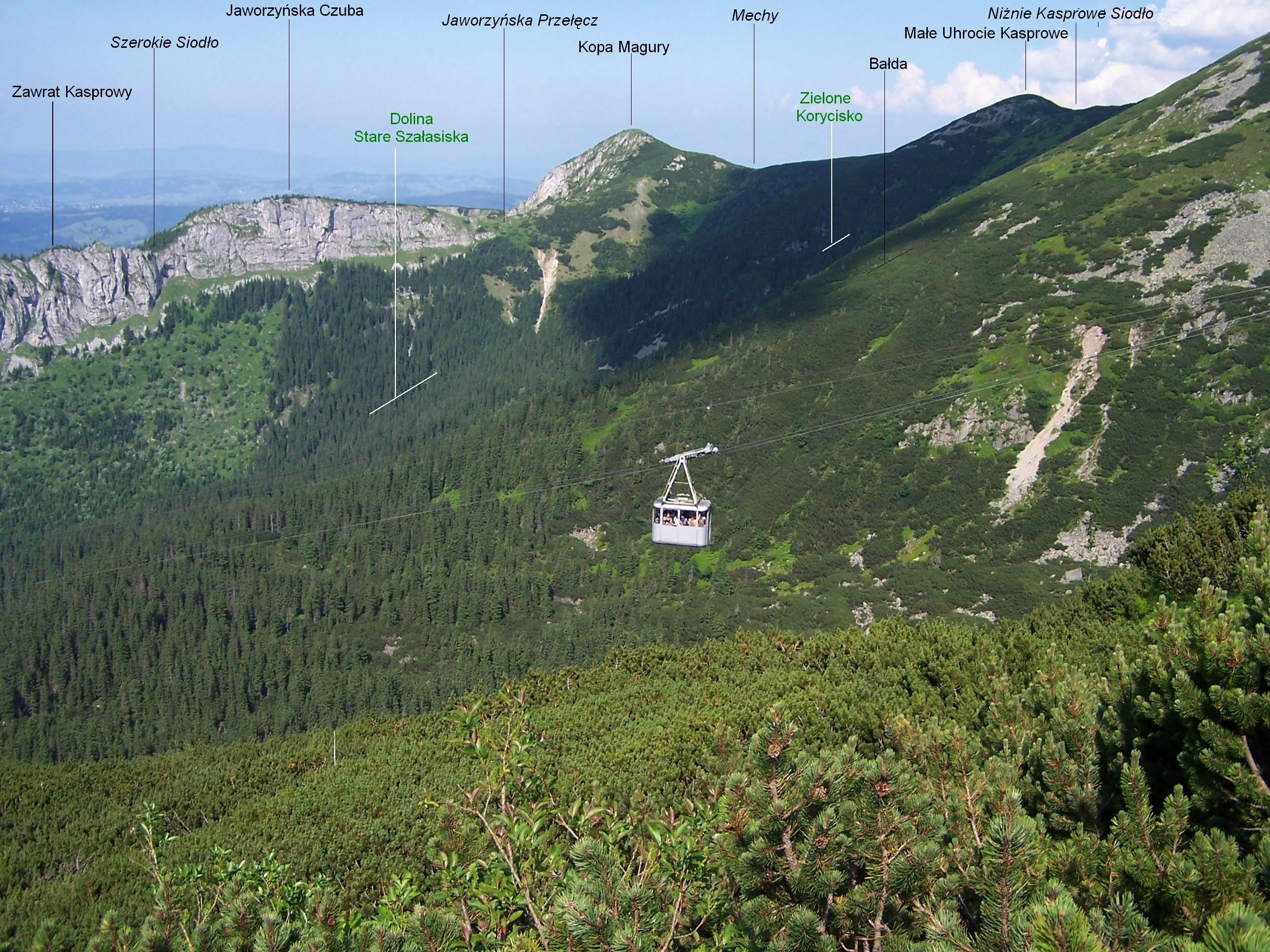
Widok z północnej grani Kasprowego Wierchu

Jaworzyńska Czuba (ok. 1625 m) – kulminacja Zawratu Kasprowego w polskich Tatrach Zachodnich. Wielka encyklopedia tatrzańska podaje wysokość 1623 m.

## Topografia
Znajduje się w północno-zachodniej grani Kopy Magury, oddzielającej Jaworzynkę od Doliny Kasprowej. Od Kopy Magury oddzielona jest Jaworzyńską Przełęczą (1605 m). Po przeciwnej, północno-zachodniej stronie Jaworzyńskiej Czuby znajduje się w Zawracie Kasprowym płytkie wcięcie zwane Szerokim Siodłem (ok. 1575 m).
Zbudowana jest ze skał wapiennych. Do Doliny Kasprowej (a dokładniej do jej odnogi – Starych Szałasisk) Zawrat Kasprowy opada długim, pionowym murem. Pod wierzchołkiem Jaworzyńskiej Czuby w murze tym znajduje się pionowy filar o wysokości 70 m. Od tej strony kulminacja zupełnie nie przypomina czuby. Natomiast od strony doliny Jaworzynki swoim wyglądem przypomina czubę. Jej stok, chociaż bardzo stromy, jest w dużym stopniu zalesiony, partie wierzchołkowe są kosodrzewinowo-skaliste. Względna wysokość Jaworzyńskiej Czuby nad dnem doliny Jaworzynki wynosi około 260 m, a podstawa stoku zawarta pomiędzy depresją opadająca z Jaworzyńskiej Przełęczy i żlebem Szerokie opadającym spod Szerokiego Siodła ma szerokość około 400 m. Stok nad tą doliną to gmatwanina skałek, gołych ścian skalnych i stromych urwisk porośniętych lasem urwiskowym. Przecięty jest dwoma żlebami.

## Jaskinie
Na północnych stokach Jaworzyńskiej Czuby (od strony doliny Jaworzynki) było zbyt stromo na wypasanie i wycinanie lasów. Przeszukiwali je jednak poszukiwacze skarbów, a później poszukiwacze jaskiń. Wapienne podłoże sprzyja bowiem zjawiskom krasowym i powstawaniu jaskiń. To tutaj odkryto Jaskinię Magurską z kościami zwierząt jaskiniowych. Jaskinia ta wbrew swojej nazwie nie znajduje się na Kopie Magury, lecz właśnie na północnych stokach Jaworzyńskiej Czuby. Odkryto jeszcze inne jaskinie i groty, ale mniejsze. Największa z nich to Jaskinia w Czubie Jaworzyńskiej (160 m długości). Inne mniejsze: Dziura pod Jaskinią Magurską, Schron nad Przełączką, Schronisko Jasne w Czubie Jaworzyńskiej, Jaskinia Partyzancka I, Jaskinia Partyzancka II.

## Taternictwo
Największe zainteresowanie taterników wzbudziły pionowe, opadające do Doliny Kasprowej ściany Zawratu Kasprowego. Pokonano w nich około 30 dróg wspinaczkowych. Niektóre mają nawet VIII stopień w skali trudności dróg skalnych. W końcu taternicy zainteresowali się również stokiem od strony doliny Jaworzynki. Duża jego część bowiem to w taternickim rozumieniu ściany. Pierwsze odnotowane przejście żlebem południowym: Władysław Cywiński, Tomasz Bender i Jan Gąsienica-Roj 1 kwietnia 2000 r. Pierwsze przejście żlebem północnym: Władysław Cywiński 29 stycznia 1999 r. Pokonano też kilka innych dróg wspinaczkowych.
Obecnie wspinaczka jest tutaj zakazana (obszar ochrony ścisłej Tatrzańskiego Parku Narodowego). Znakowany szlak turystyczny wiodący doliną Jaworzynką omija Jaworzyńską Czubę, jest ona dobrze widoczna jednak z tego szlaku, jak również z wagonika kolei linowej na Kasprowy Wierch.